# Pingus

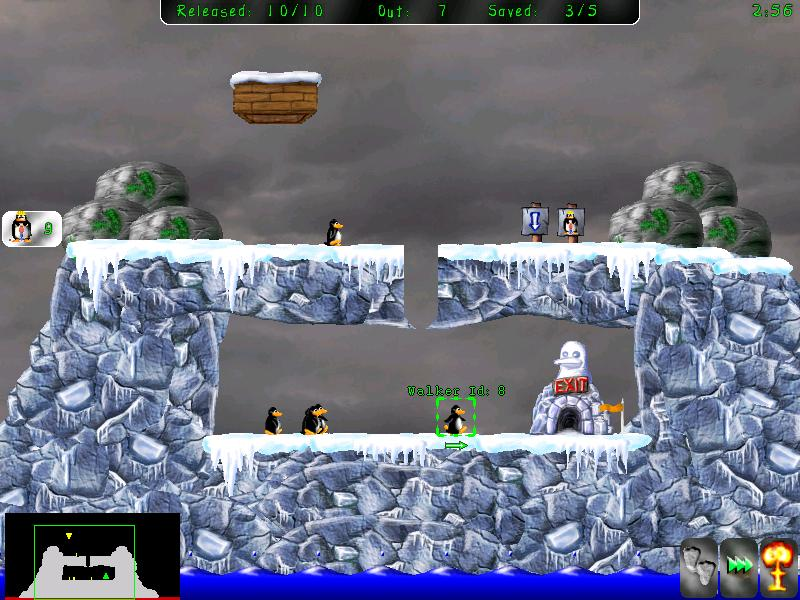
Zrzut ekranowy gry

Pingus – komputerowa gra logiczna, zainspirowana przez Lemmings i stworzona przez Ingo Ruhnke'a. Prace nad grą rozpoczęły się w 1998 roku.
Gra polega na przeprowadzeniu pingwinów podobnych do Tuksa (linuksowej maskotki), przez całą planszę do wyjścia. Gracz może wykorzystywać przy tym różne rzeczy, jak np. spadochron (coś w stylu czapka-wiatraczek) czy młot pneumatyczny. Gra nie jest prosta i wymaga logicznego myślenia i refleksu. Obecnie gra posiada 22 dostępne poziomy, istnieją jednak plansze dodatkowe i edytor poziomów.
Aplikacja pisana jest w oparciu o SDL. Ostatnia stabilna wersja to 0.7.2 dla Windows / Mac i 0.7.3 dla GNU/Linux.
Gra dostała tytuł gry miesiąca portalu Linux Game Tome w kwietniu 2004.